# جنیفر ماج
جنیفر ماج (به انگلیسی: Jennifer Mudge) هنرپیشه آمریکایی است که به خاطر کارهایش در تلویزیون و تئاتر شناخته می‌شود. وی در سال ۲۰۱۴ با کریس هنری کافی، هنرپیشه آمریکایی، اردواج کرد. او به کالج رود آیلند رفت و در شرکت رپرتوری ترینیتی آموزش دید.